# Tính dục của người chuyển giới
Trước đây, các tài liệu cho rằng tính dục của người chuyển giới (tiếng Anh: transgender sexuality) tách biệt với khái niệm tính dục truyền thống. Trong hầu hết thế kỷ 20, khái niệm này (transexualism) được gắn liền với bản chất tình dục, và do đó được định nghĩa cùng các thuật ngữ tình dục.
Người chuyển giới cũng có sự đa dạng trong xu hướng tính dục như người hợp giới.

## Xu hướng tính dục
Thời xưa, các bác sĩ lâm sàng sẽ phân loại người chuyển giới là dị tính hay đồng tính, dựa trên giới tính sinh học lúc sinh ra của họ. Hầu hết người chuyển giới bị xúc phạm bởi việc này, và muốn quyết định xu hướng tính dục của mình dựa vào bản dạng giới. Ví dụ, một người đồng tính nữ chuyển giới là một người nữ vừa là phụ nữ chuyển giới (nữ có giới tính sinh học là nam khi sinh ra) và đồng tính nữ (người nữ yêu nữ).
Để tránh nhầm lẫn, nhất là với phi nhị nguyên giới, cụm từ "gynesexual" (tạm dịch: yêu nữ) và "androsexual" (tạm dịch: yêu nam) lần lượt được dùng để mô tả sự hấp dẫn tính dục với nữ và nam.

### Sự phân bố xu hướng tính dục
Ở Hoa Kỳ, một nghiên cứu năm 2015 cho thấy người chuyển giới tham gia khảo sát tự nhận mình là queer (21%), toàn tính (18%), đồng tính nam, đồng tính nữ, hoặc yêu người đồng giới (16%), dị tính (15%), song tính (14%), và vô tính (10%). Một nghiên cứu khác thì chỉ ra 23% là đồng tính nam, đồng tính nữ, hoặc yêu người đồng giới, 25% song tính, 4% vô tính, 23% queer, 23% dị tính và 2% khác.

#### Người chuyển giới nữ
Một khảo sát năm 2015 với cỡ mẫu gần 3000 người nữ chuyển giới ở Hoa Kỳ chỉ ra rằng ít nhất 60% cảm thấy bị hấp dẫn bởi nữ. Trong số những người đã trả lời khảo sát, 27% phản hồi là người đồng tính (gay), đồng tính nữ (lesbian) hoặc đồng tính nói chung, 20% song tính, 19% dị tính, 16% toàn tính, 6% vô tính, 6% queer, và 6% không trả lời.

#### Vai trò giới của người chuyển giới thiên hướng nữ tính
Nhà thần kinh học Richard Green, trong một phụ lục của cuốn The Transsexual Phenomenon (Harry Benjamin, 1966), đề cập đến những người lúc sinh ra có giới tính sinh học là nam, sau đó đi theo một vai trò giới nữ tính hơn. Trong một phân tích đầy đủ hơn, có tên "Transsexualism: Mythological, Historical, and Cross-Cultural Aspects", Green cho rằng những người thuộc nhóm này không có sự khác biệt rõ rệt về tâm thần so với người chuyển giới nữ ở xã hội phương tây hiện đại. Họ có điểm chung là sự nữ tính khi còn nhỏ và khi trưởng thành (early effeminacy, adulthood femininity) cũng như cảm thấy hấp dẫn bởi đàn ông nam tính.
Người Hijra của Tiểu lục địa Ấn Độ là những người sinh ra có giới tính sinh học là nam, nhưng có tính dục và/hoặc vai trò giới của nữ, một số còn trải qua quá trình thiến. Khi trưởng thành, họ có vai trò xã hội của nữ giới, nhưng thường thì người Hijra miêu tả bản thân không phải nam cũng không phải nữ, và gọi Hijra như là giới tính của mình. Họ thường thể hiện sự nữ tính từ nhỏ, và khi trưởng thành thì thường có hấp dẫn tình dục với đàn ông nam tính.
Mukhannathun là những người chuyển giới có niềm tin Hồi giáo và huyết thống Ả Rập, được cho là hiện diện ở Medina và Mecca trong và sau thời kỳ Muhammad. Ibn Abd Al-Barh Al-Tabaeen, một người đồng hành của Aisha Umm ul-Mu'min'in biết cùng một mukhannath với Mohammed, nói rằng, "Họ không bị hấp dẫn bởi phụ nữ và họ cũng chẳng để tâm đến thứ gì của phụ nữ. Họ là một trong những người không có hứng thú với phụ nữ, và được cho phép tiếp cận phụ nữ." Tuy vậy, một trong số những Mukhannath ở Medina trong thời kỳ Muhammad đã cưới một người phụ nữ.
Travesti là những người Brazil có giới tính sinh học là nam và bị hấp dẫn bởi nam. Tính nữ của những travesti thể hiện qua việc dùng liệu pháp hoóc-môn hoặc phẫu thuật cơ thể với si-li-côn, trang phục, ngôn từ, vai trò xã hội, vai trò tình dục, nhưng hiếm khi thực hiện phẫu thuật bộ phận sinh dục. Tuy nhiên, đối nghịch với người chuyển giới nữ ở Bắc Mỹ, họ thường không coi bản thân là phụ nữ, mà nhiều người tự cho mình là người đồng tính nam. Theo Don Kulick, thay vào đó, họ mô tả bản thân "cảm thấy như một người nữ". Trong cuốn sách Travesti: Sex, Gender and Culture among Brazilian Transgendered Prostitutes, ông cho rằng không travesti nào tự nhận mình là mulher (phụ nữ) trừ khi đùa cợt, và thấy ghê tởm khi đọc hoặc nghe về những người chuyển giới coi mình là nữ.

#### Người chuyển giới nam
Foerster ghi nhận một mối quan hệ kéo dài 15 năm giữa một phụ nữ và một người chuyển giới nam đã qua phẫu thuật vào cuối những năm 1960.
Vào thế kỷ 20, người chuyển giới nam hấp dẫn bởi phụ nữ gặp rất nhiều khó khăn trong việc chứng minh sự tồn tại và chính danh của mình. Nhiều người chuyển giới nam hấp dẫn bởi phụ nữ, như nghệ sĩ nhạc jazz Billy Tipton, giấu kín việc mình là người chuyển giới cho đến khi qua đời.
Mặc dù hầu hết người chuyển giới nam thường được mô tả là là dị tính, xu hướng tính dục của họ thực ra rất đa dạng. Tác giả Henry Robin viết rằng "cần những nỗ lực không ngừng nghỉ của Lou Sullivan, một nhà hoạt động là người chuyển giới nam đồng tính, người đấu tranh rằng người chuyển giới nam cũng có thể yêu nam." Matt Kailey, tác giả cuốn Just Add Hormones: An Insider’s Guide to the Transsexual Experience, thì hồi tưởng quá trình thay đổi "từ một phụ nữ dị tính hơn 40 tuổi trở thành một người nam đồng tính như ông luôn định danh chính mình." Các nhà nghiên cứu dần dần cũng công nhận sự hiện diện của hiện tượng này, và đến cuối thế kỷ 20, nhà thần kinh học Ira Pauly viết, "Mệnh đề cho rằng người chuyển giới từ-nữ-sang-nam luôn là người đồng tính [ở đây Pauly mang ý "hấp dẫn bởi nữ"] không còn đúng nữa."
Một khảo sát trên khoảng 2000 người chuyển giới nam tại Hoa Kỳ chỉ ra sự đa dạng trong xu hướng tính dục, hay bản dạng tính dục của nhóm này. 23% nhận mình là dị tính hoặc "thẳng". Đa số (65%) xác định bản thân là queer (24%), toàn tính (17%), song tính (12%), đồng tính (12%), vô tính (7%), và 5% không phản hồi.
Người chuyển giới đồng tính nam nhận được sự chấp nhận với những mức độ khác nhau, tùy vào cộng đồng của họ. Khi bắt đầu liệu pháp dùng testosterone, một vài người cho biết họ ham muốn tình dục nhiều hơn, cũng như tăng thêm ham muốn quan hệ tình dục với người nam hợp giới.

## Hoạt động tình dục
Tobi Hill-Meyer, người tự nhận là ‘nhà sản xuất nội dung khiêu dâm, cây viết kiêm nhà hoạt động xã hội, một người queer, chuyển giới, đa sắc tộc và cởi mở về tình dục’ (Queer Trans Multiracial Sex-Positive Activist Writer and Porn Maker), đang thực hiện bộ phim tài liệu có tên Doing it Again: In Depth về tính dục của người chuyển giới. Tính đến 17/12/2015, Phần 1: Playful Awakenings đã được ra mắt, bao gồm các cuộc phỏng vấn những cặp đôi có cả hai người thuộc nhóm chuyển giới. Nhà nghiên cứu văn hóa J.R. Latham cũng đã viết những phân tích định danh đầu tiên về thực hành tình dục của người chuyển giới nam trong cuốn Sexualities.

### Gọi tên các bộ phận cơ thể
Nhiều người chuyển giới chọn không sử dụng các từ chỉ bộ phận sinh dục phổ biến, mà thay vào đó dùng các từ ít phân định giới hơn. Lý do cho thực hành này, là bởi việc nghe các tên thường dùng này có thể gây ra khủng hoảng định giới (gender dysphoria) cho một số người chuyển giới.
Không phải tất cả người chuyển giới đều đổi tên bộ phận cơ thể mình. Những người chọn không đổi tên, thường ít thoải mái hơn với cơ thể hiện có và/hoặc không muốn gắn các bộ phận sinh dục của mình với giới tính khác với bản dạng của họ.
Xét cho cùng, quyết định dùng ngôn từ gì để gọi tên bộ phận trên cơ thể của người chuyển giới, và mong muốn người khác cũng dùng (ngôn từ tương tự), phụ thuộc vào chính người đó.

#### Người chuyển giới nữ
Một số người chuyển giới nữ gọi hậu môn của mình là âm đạo, vì hậu môn của họ có chức năng gần giống với âm đạo của người nữ hợp giới. Bên cạnh đó, một số người chuyển giới nữ cũng gọi một số bộ phận khác trên cơ thể, có thể không liên quan đến chức năng sinh dục, với tên của bộ phận sinh dục trên cơ thể người nữ hợp giới, ví dụ như cửa mình và âm vật.

#### Người chuyển giới nam
Một số người chuyển giới nam gọi âm đạo của mình là "cửa trước" vì như thế ít tính định giới hơn. Thêm vào đó, một vài người chuyển giới nam cũng gọi các bộ phận cơ thể khác với tên tương ứng của giống đực. Ví dụ, họ gọi âm vật là dương vật, vì âm vật cũng tăng kích thước khi họ có ham muốn, giống như dương vật vậy.

## Tác động của quá trình chuyển giới

### Tác động của liệu pháp hormone nữ
Đối với người chuyển giới nữ, sử dụng estrogen kích thích quá trình phát triển mô vú, giúp chúng tăng trưởng cả về kích thước và sự nhạy cảm. Đối với vài người, việc tăng sự nhạy cảm có thể tạo ra khoái cảm, nhưng đối với một số người khác, nó lại gây khó chịu hoặc đau đớn. Bên cạnh đó, với những người dùng estrogen và có dương vật, estrogen có thể làm giảm kích cỡ bên ngoài, giảm khả năng sản xuất tinh trùng (có thể đưa lương tinh trùng về 0), cũng như giảm khả năng cương dương. Thêm nữa, một số người chuyển giới nữ đang dùng liệu pháp hormone (hormone therapy - HR) thậm chí có thay đổi về khả năng lên đỉnh. Một số người cho biết họ có trải nghiệm lên đỉnh nhiều lần.
HR có thể gây suy giảm nhu cầu tình dục, hoặc thay đổi cảm nhận kích thích tình dục ở người chuyển giới nữ. Một nghiên cứu công bố năm 2014 cho thấy 62,4% người chuyển giới nữ tham gia khảo sát có sự suy giảm ham muốn sau liệu pháp hormone và/hoặc tạo hình âm đạo. Một nghiên cứu vào 2008 thì chỉ ra cứ 3 người chuyển giới nữ trải qua HR thì có một người gặp phải hội chứng suy giảm ham muốn tình dục (hypoactive sexual desire disorder - HSDD).
Một nghiên cứu từ 2009 đã kiểm nghiệm ảnh hưởng của 2 liệu pháp testosterone đường qua da và dydrogesterone đường uống đối với HSDD ở người chuyển giới nữ. Sau 6 tuần liệu pháp, nhóm dùng testosterone có ham muốn tình dục tăng lên, trong khi đó nhóm còn lại không có thay đổi đáng kể.

### Tác động của liệu pháp hormone nam
Đối với người chuyển giới nam dùng testosterone, một trong số những thay đổi thể chất rõ ràng nhất, có liên quan tới tính dục và bộ phận sinh dục, là sự kích thích các mô tại âm vật cũng như sự tăng trưởng kích thước âm vật. Sự tăng trưởng này khá đa dạng, từ "không đáng kể" đến "lớn gấp 4 lần". Các tác động khác bao gồm teo đét âm đạo, khi mà các mô ở đây mỏng đi và tiết ít chất bôi trơn hơn. Điều này có thể khiến quan hệ tình dục tại âm đạo trở nên đau đớn, thậm chí chảy máu. Người chuyển giới nam dùng testosterone cũng gia tăng nguy cơ nhiễm trùng đường tiết niệu, nhất là khi có quan hệ thâm nhập đường âm đạo.
Các tác động khác của testosterone đối với người chuyển giới nam có thể bao gồm cả sự gia tăng ham muốn tình dục. Tùy từng thời điểm, sự gia tăng này có thể rất đột ngột và dữ dội. Giống như đối với người chuyển giới nữ, một số người chuyển giới nam cũng trải nghiệm sự thay đổi về cảm nhận kích thích tình dục.

### Tác động của phẫu thuật định giới
Người chuyển giới nữ trải qua tạo hình âm đạo cần phải thực hiện giãn mở âm đạo (tiếng Anh: dilate) để có thể giữ hình dạng cho âm đạo. Sau một vài tháng, quan hệ thâm nhập có thể thay thế giãn mở, tuy nhiên nếu bệnh nhân không sinh hoạt tình dục thì sẽ cần tiếp tục thực hiện giãn mở trong suốt đời.

### Xu hướng tính dục và quá trình định giới
Một số người chuyển giới giữ nguyên xu hướng tính dục trong suốt cuộc đời, trong một vài trường hợp thì tiếp tục chung sống với cùng đối tác sau quá trình định giới.
Một số người chuyển giới nữ yêu nữ cho biết, sau quá trình định giới, họ trở nên bị cuốn hút bởi nam giới, và giải thích việc này như là sự thức tỉnh bản dạng nữ. Kurt Freund giả thiết rằng, những trường hợp này phản ánh mong muốn của một số người chuyển giới nữ muốn thể hiện bản thân có "sự nữ tính điển hình", hoặc phản ánh hứng thú với sự "đúng chuẩn" trong mối quan hệ với đối tác nam giới chứ không phải thay đổi thực sự trong tính dục. Một nghiên cứu vào 2005 sử dụng phương pháp chụp quang tuyến âm đạo (tiếng Anh: vagina photoplethysmography) để đo lượng máu trong bộ phận sinh dục của người chuyển giới nữ sau phẫu thuật định giới, cho thấy kích thích tình dục ở nhóm này có các đặc trưng phân loại được (ví dụ như người chuyển giới nữ yêu nam bị kích thích bởi nam giới, người chuyển giới nữ yêu nữ bị kích thích bởi nữ giới) và giống ở người nam hợp giới, cũng như khẳng định phương pháp này (chụp quang tuyến âm đạo) là công cụ thích hợp để kiếm chứng thông tin trên. Trong nghiên cứu này, chỉ 1 người trước đó cho biết có thay đổi về xu hướng tính dục là vẫn cho kết quả trùng với xu hướng tính dục trước phẫu thuật định giới.
Khi trải qua liệu pháp hormone, một số người chuyển giới nam cho biết họ bị hấp dẫn tình dục nhiều hơn với người nam hợp giới. Sự thay đổi này có thể gây bối rối cho người trải nghiệm, bởi thường là điều không được ngờ tới.

## Sở thích ăn mặc xuyên giới (transvestic fetishism)
Trong DSM đã từng tồn tại chẩn đoán cho "sở thích tình dục ăn mặc xuyên giới." Một số nhà trị liệu và nhà hoạt động đã tìm cách loại bỏ chẩn đoán này trong các bản sửa đổi sau này. DSM-5, được phát hành vào năm 2013, đã thay thế mục "sở thích tình dục ăn mặc xuyên giới" thành "rối loạn ăn mặc xuyên giới".
Theo ví dụ của Thang đo Benjamin, vào năm 1979, Buhrich và McConaghy đã đề xuất ba phân loại lâm sàng rời rạc về sở thích tình dục ăn mặc xuyên giới: những người ăn mặc xuyên giới "hạt nhân" (hài lòng với việc mặc quần áo của giới tính khác), những người ăn mặc xuyên giới "ngoài lề" (những người muốn được nữ tính hóa bằng hormone hoặc can thiệp phẫu thuật), và "người chuyển giới ái vật", người có thể hiện kích thích tình dục với người ăn mặc xuyên giới nhưng nhận định bản thân là người chuyển giới và tìm đến phẫu thuật chuyển giới.

## Thực trạng văn hóa
Hành vi tình dục và vai trò giới khác nhau tùy theo nền văn hóa, điều này ảnh hưởng đến vị trí của những người có đa dạng giới tính trong các nền văn hóa này. Ở hầu hết các nền văn hóa, người chuyển giới bị kỳ thị và hoạt động tình dục liên quan đến người chuyển giới bị coi là đáng xấu hổ, đặc biệt là trong các nền văn hóa có vai trò giới cứng nhắc hoặc các quy định nghiêm ngặt đối với tình dục không phải dị tính.
Trong các nền văn hóa Ả Rập, Địa Trung Hải, người Mỹ gốc Phi và La tinh, đôi khi có sự phân biệt giữa hoạt động tình dục chủ động và thụ động, khi mà người bị thâm nhập bị cho là không thẳng và không nam tính, còn người thâm nhập thì có.
Ở một số quốc gia châu Á, đặc biệt là Thái Lan, quan điểm xã hội khoan dung hơn với tình dục chuyển giới, nhưng vẫn còn nhiều sự phân biệt đối xử. (Tham khảo Kathoey)

## Mại dâm
Trong nhiều nền văn hóa, người chuyển giới (đặc biệt là người chuyển giới nữ) thường xuyên tham gia vào hoạt động mại dâm, chẳng hạn như phim khiêu dâm chuyển giới. Vấn đề này có sự liên quan đến sự phân biệt đối xử trong môi trường làm việc. Trong Khảo sát về sự Phân biệt Đối xử với Chuyển giới Toàn quốc, 11% số người được hỏi cho biết đã tham gia bán dâm để có thu nhập, so với tỉ lệ 1% của phụ nữ hợp giới ở Hoa Kỳ. Trong cùng cuộc khảo sát, 13% người Mỹ chuyển giới thất nghiệp, gần gấp đôi mức trung bình trên toàn quốc. 26% đã bị mất việc làm do nhận dạng/biểu hiện giới tính của họ. Người chuyển giới mại dâm có tỷ lệ nhiễm HIV cao. Tổng quan các nghiên cứu về tỷ lệ hiện nhiễm HIV ở người chuyển giới nữ làm việc trong ngành công nghiệp tình dục, hơn 27% dương tính với HIV. Tuy nhiên, đánh giá cũng cho thấy người chuyển giới nữ tham gia bán dâm không có khả năng dương tính với HIV cao hơn người chuyển giới nữ không tham gia bán dâm. Các nghiên cứu cũng phát hiện ra rằng ở Hoa Kỳ, HIV đặc biệt phổ biến ở những người chuyển giới da màu, đặc biệt là người chuyển giới nữ da đen, một vấn đề đã được các học giả và các thành viên của cộng đồng chuyển giới xác định.
Chủ đề người chuyển giới mại dâm đã gây được sự chú ý nhất định trên các phương tiện truyền thông. Paris Lees, một nhà báo và người chuyển giới nữ người Anh đã viết một bài báo vào tháng 6 năm 2012 cho tờ Independent bênh vực Ria, ngôi sao của bộ phim tài liệu "Ria: Teen Transsexual" trên Channel 4, người mà lúc đó đang 17 tuổi và tham gia vào hoạt động mại dâm ở các tiệm mát-xa trước những lời chỉ trích. Paris nói rằng lựa chọn tham gia vào hoạt động mại dâm là một vấn đề tự chủ về cơ thể và chỉ ra những lý do mà phụ nữ trẻ chuyển giới thường chuyển sang hành nghề mại dâm, như lòng tự trọng thấp và sự phân biệt đối xử nghiêm trọng trong môi trường làm việc. Một đánh giá của GLAAD về kho lưu trữ các tập phim truyền hình có sự xuất hiện của người chuyển giới từ năm 2002 đến năm 2012 cho thấy 20% nhân vật chuyển giới được miêu tả là người hành nghề mại dâm.

## Lịch sử

### Phân nhóm người chuyển giới dựa trên xu hướng tính dục
Nhà tính dục học Magnus Hirschfeld lần đầu tiên đề xuất sự phân biệt dựa trên xu hướng tính dục vào năm 1923. Sau đó, một số phép phân loại thành hai nhóm dựa trên giới tính đã được đề xuất bởi các bác sĩ lâm sàng, mặc dù một số bác sĩ tin rằng có các yếu tố khác hữu dụng về mặt lâm sàng hơn, hoặc rằng chỉ chia thành hai nhóm là không đủ. Một số nhà nghiên cứu có phân chia giữa nhóm người chuyển giới nam hấp dẫn bởi nữ giới và nhóm người chuyển giới nam hấp dẫn bởi nam giới.
Thước đo Benjamin do nhà nội tiết học Harry Benjamin đề xuất năm 1966 đã sử dụng xu hướng tính dục như một yếu tố để phân biệt giữa "transvestites", "người chuyển giới muốn trị liệu định giới chưa qua phẫu thuật" và "người chuyển giới muốn trị liệu định giới "thực thụ"".
Năm 1974, Person và Ovesey đề xuất phân chia nhóm người chuyển giới nữ có mong muốn trị liệu định giới thành hai nhóm "chính" và "phụ". Họ định nghĩa "người chuyển giới muốn trị liệu định giới chính" là những người vô tính có ít hoặc không quan tâm đến hoạt động tình dục với bạn tình và không có hưng phấn tình dục với việc ăn mặc xuyên giới, hoặc với "mơ tưởng tình dục xuyên giới" ("cross-gender fantasy"). Họ định nghĩa cả người đồng tính và người "transvestic" là "người chuyển giới có mong muốn trị liệu định giới thứ cấp".
Theo như DSM-III-R, phát hành năm 1987, "người chuyển giới có mong muốn trị liệu định giới" được chia thành nhóm phụ của "đồng tính luyến ái" và "dị tính luyến ái".
Tiến sĩ Norman Fisk nhận thấy rằng những người vào phòng khám của ông để tìm kiếm trị liệu chuyển giới không chỉ bao gồm những người thuộc nhóm được chẩn đoán chuyển giới tính thường thấy. Bài báo lưu ý rằng những người đồng tính nam nữ tính và những người dị tính có sở thích tình dục với ăn mặc xuyên giới (fetishistic transvestites) cũng mong muốn phẫu thuật và được coi là những người có khả năng cao sẽ thực hiện quá trình này.